# Trichocerota radians
Trichocerota radians is een vlinder uit de familie wespvlinders (Sesiidae), onderfamilie Tinthiinae.
Trichocerota radians is voor het eerst wetenschappelijk beschreven door Hampson in 1919. De soort komt voor in het Oriëntaals gebied.